# Schefflera quinduensis
Schefflera quinduensis är en araliaväxtart som först beskrevs av Carl Sigismund Kunth, och fick sitt nu gällande namn av Hermann August Theodor Harms. Schefflera quinduensis ingår i släktet Schefflera och familjen araliaväxter. Inga underarter finns listade.